# Драган Петровић (научник)
Драган Петровић (Београд, 20. јул 1964) српски је економиста, политиколог и политичар. Петровић је стручњак за област геополитике, са фокусом на Русију, постсовјетски простор и Француску. Двоструки је магистар и троструки доктор наука. Петровић је аутор или коаутор преко 40 књига.

## Биографија
Драган Петровић је дипломирао је на четири факултета у оквиру државног Универзитета у Београду, на којима је претходно паралелно студирао и то: на Економском (1999), на катедрама за социологију и историју Филозофског факултета (2000) и на политичким наукама на Факултету политичких наука (2002). Завршио је Постдипломске студије на Географском факултету у Београду, на одсеку Економска географија и одбранио магистарску тезу Развој и размештај индустрије Београда у XIX и XX веку 2003. године. Завршио је постдипломске студије на Факултету политичких наука у Београду, одсек Међународни односи и одбранио је магистарску тезу Француско – југословенски односи у време Алжирског рата 1952-1964. 2008. године. Докторирао је на Природно-математичком факултету у Новом Саду, област политичка географија 2007. године, са темом дисертације Русија на почетку ХХI века – геополитичка анализа; потом на Филозофском факултету у Новом Саду, на историји, област историја Југославије 2015, са темом дисертације Југословенска политичка јавност и СССР 1922-1941 и потом је завршио докторске студије и одбранио докторску дисертацију на Факултету политичких наука у Београду, област међународне и европске студије са темом дисертације Политика Француске Републике у југословенској кризи 1990-2001.
Стално је запослен у Институту за међународну политику и привреду у Београду, као Научни саветник, где се поред целине међународних односа бави посебно Русијом и постсовјетским простором као примарном облашћу, а потом и Француском. Пре тога више година радио у Институту за политичке студије где се бавио политичким системом (домаћим и међународним), међународним политичким односима и политичком, економском и културном историјом.
Био је коаутор више од тридесет међународних научних зборника, потом око двадесет радова у националним зборницима, а објавио је и око шездесет научних и стручних радова у домаћим научним часописима. Аутор је и једанаест лексикографских енциклопедијских одредница.
Од 2009. до 2013. године је био члан главног одбора Српске напредне странке коју је напустио због неслагања око политике према Косову и Метохији прихватања Бриселског споразума. Крајем 2015. године прикључује се Демократској странци Србије. Од 2019 је председник Покрета свесрпског уједињења. Од 2023. је члан покрета Ми — Глас из народа.
Живи и ради у Београду.

## Дела
Књиге - научне монографије
- „Украјина као (не)успела држава“, Мали Немо, Панчево, (2023)
- „Украјинска криза и украјинско-руски сукоб 2013-2022“ ИМПП (2022)
- „Србија у савременим геоекономским процесима“, коаутор ИМПП (2022)
- „Европа и мигрантско питање 2014-2020”, коаутор ИМПП (2020)
- „Украјинска криза 2013-2019.“, коаутор, ИМПП (2019)
- „Краљевина Југославија и СССР 1929-1935“, ИМПП, (2019)
- „Краљевина Срба, Хрвата и Словенаца и Совјетска Русија 1918-1929“, ИМПП, (2018)
- „Краљевина Југославија и СССР 1935-1941“, ИМПП, (2017)
- „Енергетска политика Русије“, ИМПП, (2015)
- „Геополитика Балкана“, ИМПП, (2014)
- „Глобална монетарна криза и нови геополитички и финансијски односи у свету“ коаутор, ИМПП, (2014)
- „Геополитика Француске 2013.
- „Стубови спољње политике Србије − ЕУ, Русија, САД и Кина 2012.
- „Геополитика Средоземља“, ИМПП, (2012)
- „Равнотежа нуклеарне моћи САД и Русије (СССР)“, коаутор, Пешић и синови и Центар за развој међународне сарадње, (2012)
- „Француско-српски односи 1800-2010“ у издаваштву ИМПП.(2011)
- „Француска на раскршћу“, издавачи ИМПП и Центар за развој међународне сарадње, (2011)
- „Српске политичке странке“, друго допуњено и проширено издање, издавач Култура полиса (2010)
- „Геополитика Закавказја“ коаутор, издавач Институт за међународну политику и привреду ИМПП, (2010)
- „Председнички избори у Украјини 2010“, издавач ИМПП (2010)«Српске политичке странке“, друго допуњено и проширено издање, издавач Култура полиса (2010)
- „Интеграциони процеси на постсовјетском простору“, издавачи Пешић и синови и Култура полиса (2010)
- „Русија и Европа“, издавач ИМПП (2010);
- „Ка мултиполарном светском поретку“, издавачи Пешић и синови и Центар за развој међународне сарадње, (2010)
- „Дунавска стратегија од визије до остварења“, коаутор, издавач ИМПП (2010)
- „Геополитика савремене Украјине“, коаутор, у издаваштву Института за међународну политику и привреду (2009)
- „Француско - југословенски односи у време алжирског рата", ИМПП (2009)
- „Геополитика постсовјетског простора“ у издању Прометеја из Новог Сада и Института за међународну политику и привреду из Београда (2008)
- „Српски народ и велике силе – културно историјски процеси“, коаутор, чији је издавач Прометеј из Новог Сада у суиздаваштву са Институтом за политичке студије из Београда (2008);
- „Савремени свет 2006-2008.“, збирка стручних радова из међународних односа, издавач Нова српска политичка мисао, Београд (2008)
- „Српске политичке странке“, (2007) издавач ИПС
- „Русија на почетку ХХI века“ (2007), издавачи Прометеј из Новог Сада и Институт за политичке студије из Београда;
- „Промене политичког система Србије“, (2007), коаутор, издавач Хектор принт
- „Демографска обележја савремене Русије“. (2007), издавач Српско географско друштво
- „Нови Устав и савремена Србија“, (2007), издавач ИПС
- „Културна политика француско – југословенских односа 1949-1959.“, (2006), издавач ИПС.
- „Историја индустрије Београда“, развој и размештај индустрије Београда у XIX и XX веку, у две књиге (први том до 1941. и други до 2006.) у издању Српског географског друштва (2006)
- „Заједничка држава Србије и Црне Горе“, (2006), коаутор, издавач ИПС
- „Савремени председнички системи“, (2005) коаутор, издавач ИПС
- „Демократска модернизација у Србији“, (2005) коаутор, Институт за политичке студије (ИПС)[2][3]